# 陳敉功

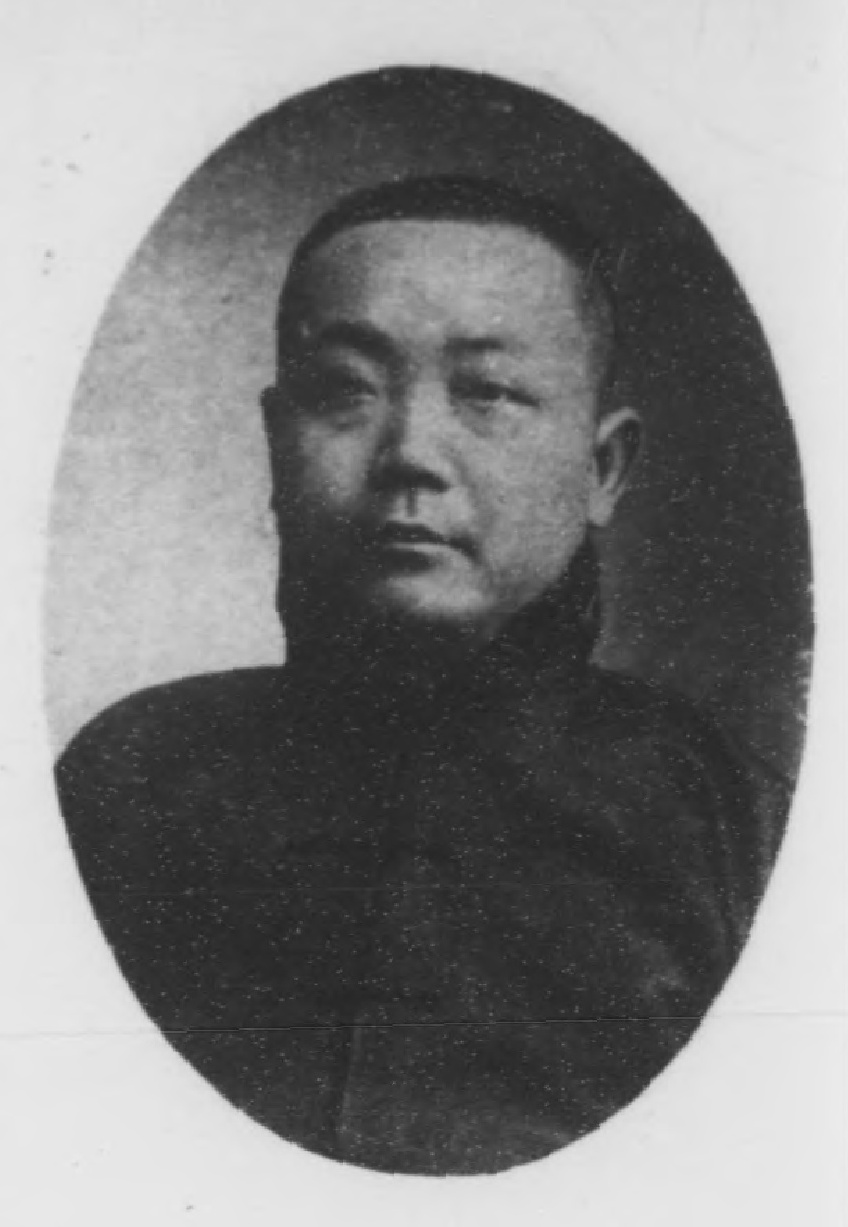
陳敉功的個人近照

陳敉功（？—？），廣西省臨桂縣人，清朝政治人物、進士出身。
光緒三十年，會試第119名；殿試登進士三甲第7名，后分發為知縣。